# Шатр Ланглен
Шатр Ланглен (фр. Châtre-Langlin) насеље је и општина у централној Француској у региону Центар (регион), у департману Ендр која припада префектури Блан.
По подацима из 2011. године у општини је живело 561 становника, а густина насељености је износила 20,47 становника/km². Општина се простире на површини од 27,4 km². Налази се на средњој надморској висини од 304 метара (максималној 302 m, а минималној 173 m).

## Демографија
| 1962. | 1968. | 1975. | 1982. | 1990. | 1999. | 2011. |
| ----- | ----- | ----- | ----- | ----- | ----- | ----- |
| 719   | 778   | 716   | 679   | 628   | 564   | 561   |

График промене броја становника у току последњих година